# Tiverton Town FC
Tiverton FC is een voetbalclub uit Engeland, die in 1913 is opgericht en afkomstig uit Tiverton (Devon). De club speelt in de Southern Football League Premier Division.

## Bekende (oud-)spelers
- Ben Foster
- George Friend

## Erelijst
- FA Vase (2) : 1998, 1999
- Southern League South & West Division One Play-Off (1) : 2016-2017
- Southern League League Cup (1) : 2007
- Western League (4) : 1993–1994, 1994–1995, 1996–1997, 1997–1998
- Western League League Cup (5) : 1992–1993, 1993–1994, 1995–1996, 1996–1997, 1997–1998
- Western League (2) :1977–1978, 1978–1979
- Exeter & District League (3) : 1933–1934, 1964–1965, 1965–1966
- North Devon League (1) : 1931–1932
- East Devon League Senior Division (4) : 1924–1925, 1925–1926, 1926–1927, 1927–1928
- East Devon League Senior Cup (7) : 1929, 1936, 1938, 1953, 1961, 1963, 1967
- Devon St. Luke's Cup (10) : 1991, 1992, 1993, 1994, 1995, 1997, 2000, 2003, 2006, 2017

## Records
- Hoogste competitie positie bereikt : 4e plaats in Southern League premier Division, 2002–03
- FA Cup beste prestatie : 1e ronde,  1990–1991 & 1991–1992 & 1994–1995 & 1997–1998 & 2001–2002 & 2002–2003 & 2004–2005
- FA Trophy beste prestatie : 5e ronde, 2000-2001
- FA Vase beste prestatie : winnaar, 1997-1998 & 1998-1999
- Grootste overwinning : 14-1 tegen University College op 11 februari 1933
- Grootste verlies : 0-10 tegen Dawlish Town op 27 december 1969
- Record aantal toeschouwers : 3000 tegen Leyton Orient op 12 november 1994
- Club topscorer : Phil Everett, 378